# Harris Booth
Harris Booth, né en 1884 à Forest Hill, Londres et mort en 1943 à Staines-upon-Thames, dans le Middlesex, est un ingénieur aéronautique britannique. 

## Œuvres
Harris Booth a écrit un seul livre :
- (en) Harris Booth, Aeroplane Performance Calculations, Chapman & Hall, 1921, 207 p. (lire en ligne).